# Рибозахисні споруди та пристрої
Рибозахисні́ спору́ди та при́строї призначені для попередження потрапляння молоді та дорослих особин риб у водозабірні споруди, їхнього травмування та загибелі. Рибозахисні пристрої є частинами водозабірної споруди. При проектуванні рибозахисних споруд і пристроїв слід керуватися вимогами СНиП 2.06.07-87, ВНД 33-2.3-04-01 та спеціальною літературою. ДБН В.2.4-3:2010 (додаток В, п.2.1.2 ) споруди та пристрої для рибозахисту відносяться до постійних другорядних гідротехнічних споруд, клас яких визначається на один щабель нижче класу основних споруд, але не вище ІІІ класу капітальності або підкласу наслідків (відповідальності) СС2-2.
Згідно з діючим природоохоронним законодавством усі водозабірні споруди з відкритих джерел, які мають рибогосподарське значення, обов'язково повинні бути обладнані ефективними рибозахисними системами.
За способом захисту риб розподіляють на такі групи систем: загороджувальні, відгороджувальні, біоактивні.
До загороджувальної групи відносяться такі види споруд та пристроїв: плоскі фільтрувальні екрани (сітчасті, перфоровані або фільтрувальні екрани з об'ємним заповнювачем), об'ємні фільтрувальні споруди та пристрої (оголовки з потокоутворювачами типу РОП, об'ємні фільтрувальні споруди у вигляді масивів).
Відгороджувальна група представлена гідравлічним видом споруд по типу жалюзійних екранів з потокоутворювачами та зонтичні оголовки.
Біоактивна група представлена акустичними відлякувальними системами. Інші типи споруд та пристроїв вважаються експериментальними, їх застосування можливе при відповідному обґрунтуванні, узгодженні з установами рибоохорони з подальшим дослідженням реальної ефективності в умовах експлуатації протягом не менше 2-х років.
Реальна ефективність споруд повинна бути не нижче нормативної ефективності — 70 %. Захист має бути ефективним для молоді риб промислових видів довжиною тіла від 12 мм і більше.
Вибір типу, компонування і конструкції рибозахисних споруд та пристроїв у складі водозаборів слід виконувати виходячи з умови забезпечення подачі споживачу розрахункової витрати води та забезпечення реальної ефективності не менше нормативної.
Рибозахисні споруди дозволяється виконувати у вигляді блоку з окремих пристроїв при умові виключення їх взаємного негативного впливу на ефективність рибозахисту та відведення риби.